# Pelastoneurus dobronosovi
Pelastoneurus dobronosovi är en tvåvingeart som beskrevs av Grichanov 2004. Pelastoneurus dobronosovi ingår i släktet Pelastoneurus och familjen styltflugor. Inga underarter finns listade i Catalogue of Life.